# آخر جنان (فلم)
آخر جنان هو فيلم مصري كوميدي من إنتاج عام 1965م وبطولة أحمد رمزي وزيزي البدراوي.

## طاقم العمل

### البطولة
- أحمد رمزي
- زيزي البدراوي
- عبد المنعم مدبولي
- عماد حمدي
- آمال زايد
- ثريا فخري
- محمد عوض
- جورج سيدهم
- سمير غانم
- الضيف أحمد
- زكريا موافي

### التأليف
سيناريو:
- حسين عبد النبي

حوار:
- حسين عبد النبي
- عبد المنعم مدبولي

### الإخراج
مخرج:
- عيسى كرامة

مخرج المساعد:
- مصطفى جمال الدين

كلاكيت:
- سمير حكيم

### التصوير
مصور:
- ألبير رياض

مدير تصوير:
- مصطفى حسن

مساعد مصور:
- عصام فريد

### الإنتاج
منتج:
- شركة كرامة فيلم للإنتاج السنيمائي

مدير إنتاج:
- يوسف فرنسيس نخلة

مساعد منتج:
- عبد السيد أمين

مساعد منتج:
- غريب عبد العزيز

## قصة الفيلم
عاد عبد المنعم (أحمد رمزي) من الخارج بعد ثلاث سنوات دراسة، تعرف فيهم على زميلته نبيلة (زيزى البدراوي) واتفقا على الزواج، ووعدها بزيارتهم في الإسكندرية مع عمتيه خيرات (آمال زايد) وشربات (ثريا فخرى) وأخيه فتحي (محمدعوض) ولكنه اكتشف أن أخاه عزت (جورج سيدهم) مازال في مستشفى الأمراض العقلية، وأن أخاه فتحي في طريقه للمستشفى، فهو يتخيل نفسه كل يوم في شخصية، يوم هتلر، ويوم نابليون ويوم رمسيس الثاني وخاف منعم من أن يصبح مثل أخويه، فذهب للدكتور فرحات حمدي (عماد حمدي) وأخبره أن جده كان تاجر أقمشة، وقد ظن نفسه قطعة قماش وخلع ملابسه ونام على الرف، بينما اخترع والده دواءً يمنع الرجال من أن ينجبوا، وجرب الدواء على ثلاثين رجلا فماتوا جميعا، واكتشفوا ان الدواء عبارة عن سم، ومن يموت لا ينجب بالطبع وبهذا يكون الجنون وراثياً في العائلة. ولكن الطبيب طمأنه لأن عمتيه بخير. أخذ منعم عمته خيرات وسافر للإسكندرية وخطب نبيلة من والدها فايز (عبد المنعم مدبولي) وعاد للقاهرة، وحينما كان في العمل بالجريدة، جاءه خبر وصول نبيلة وأبيها فايز لزيارتهم، فأسرع للمنزل حتى لا يتقابلوا مع أخيه فتحي، ولكنهم شاهدوه، فأخبرهم أن حالته ليست خطيرة. اكتشف منعم أن عمتيه يقمن بإكرام الرجال كبار السن الذين فقدوا زوجاتهم ولا يجدون من يرعاهم، بأن يقتلوهم ويدفنوهم في سرداب المنزل وبذلك يكونان قد أصيبا بالجنون أيضاً ويساعدهم فتحي في حمل الجثث على انها عبوات بسكر، وقد بلغ عدد القتلى 19 رجلاً، وبجوار المنزل دار للمسنين الرجال تقوم عمتيه بإكرامهم، وحينما عرفوا ظروف الاستاذ فايز الأرمل أردن إكرامه فقام منعم بطرد خطيبته وأبيها من المنزل خوفا عليهما. هرب عزت من المستشفى ومعه المجنون سمير (سميرغانم) والمجنون الضيف (الضيف أحمد) وتوجهوا للمنزل بعد ان قتلوا (بسطاويسى) سائق عربة المستشفى، ووضعوا الجثة في الأريكة، بينما عاد فايز ونبيلة لأخذ حقائبهما ولكن الضيف ضرب فايز على رأسه ووضعه في الأريكة، وقيد نبيلة بعد أن ضربها على رأسها وأرسل لاستدعاء المأذون ليتزوج بها، ولكن منعم وجد فايز مغمى عليه فظن أنه قُتل فذهب لإحضار الشرطة، ولكنه أفاق، وجاء الضابط ممدوح (زكريا موافى) ولم يجد شيئا فاستدعى الطبيب فرحات الذي اكتشف أن فايز على قيد الحياة بعد ان أفاق من إغماءه، فاعتقد أن منعم قد لحق بجده وابيه، ولكن البوليس اكتشف باقي الجثث في السرداب ولم تنكر خيرات وشربات أي شيء واعترفن بإكرامهن للرجال، واعترفن أن منعم ابن زوجة أخيهم من رجل آخر، وبذلك يكون من خارج العائلة ولن يصيبه الجنون، ففرح منعم وتزوج من نبيلة.